# Manas (distrikt)
Manas är ett distrikt i Kirgizistan.   Det ligger i oblastet Talas, i den västra delen av landet, 240 km väster om huvudstaden Bisjkek. Arean är 1 024 kvadratkilometer.
Terrängen i Manas är varierad.